# Repsol
Repsol – hiszpańskie przedsiębiorstwo zajmujące się przetwórstwem ropy naftowej i gazu ziemnego. Działa w 29 krajach.
Spółka Repsol S.A. została założona w 1986 r. podczas reorganizacji hiszpańskiego przemysłu naftowego. Nazwa pochodzi od marki smarów produkowanych przez przedsiębiorstwo REPESA (Refinería de Petróleos de Escombreras).